# Chochłoma

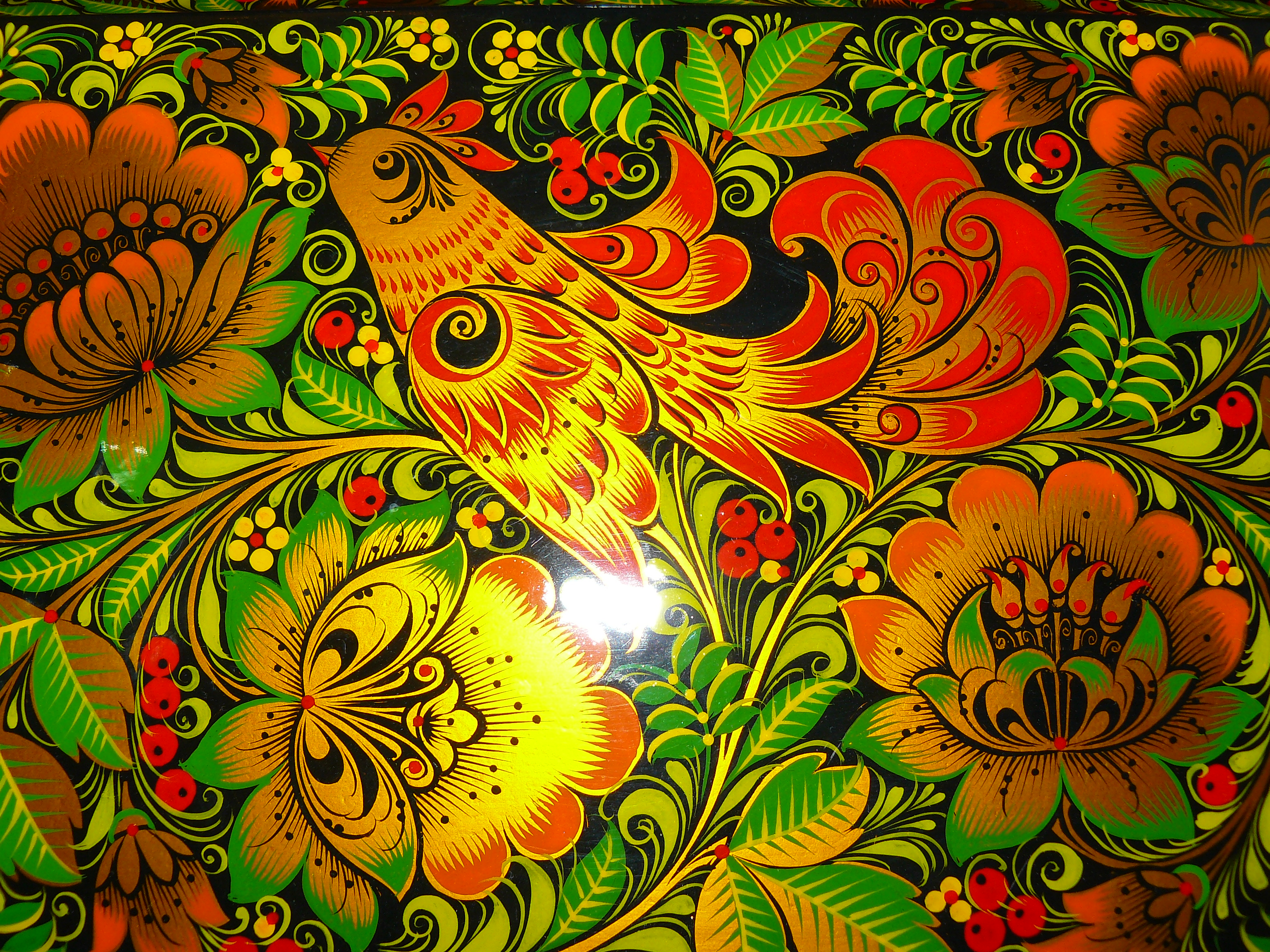
Szkatułka malowana w stylu chochłomskim.

Chochłoma (ros. хохлома) – tradycyjna rosyjska sztuka zdobienia drewna, powstała w XVII wieku w rosyjskiej wiosce Chochłoma. Zazwyczaj styl ten wykorzystuje się do dekorowania drewnianych mebli i naczyń. Artyści tworzący w stylu chochłomskim najczęściej wykorzystują barwy czerwieni, zieleni i złota umieszczane na czarnym tle. Motywami typowymi dla stylu chochłomskiego są owoce jarzębiny i poziomek, kwiaty, a także ptaki, ryby i inne zwierzęta. 

## Technika zdobienia

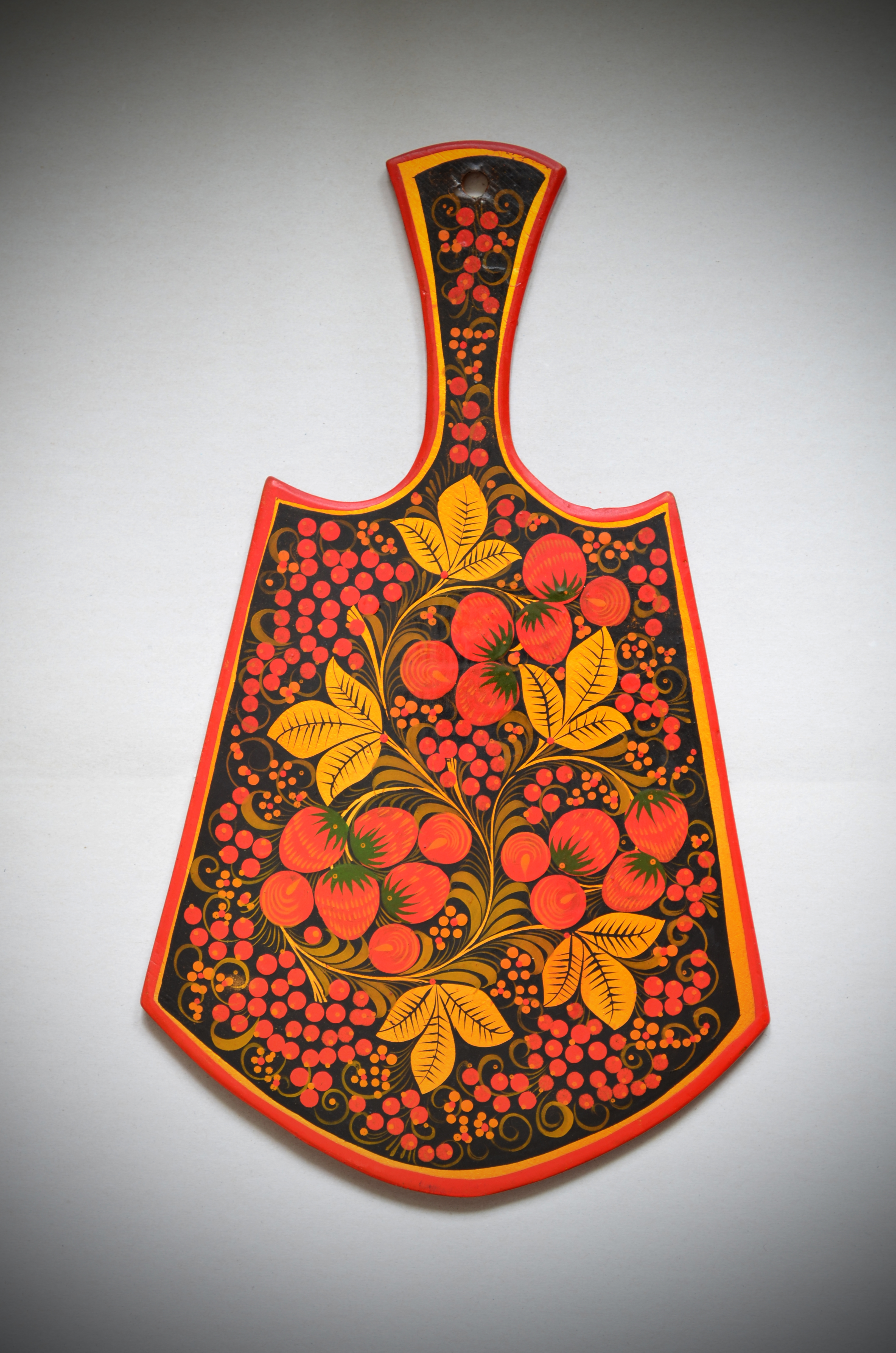
Ozdobna deska do krojenia w stylu chochłomskim.

Przygotowane do malowania drewniane przedmioty są suszone przynajmniej przez 7 godzin. Następnie drewno ostrożnie polewa się olejem schnącym. Całą procedurę powtarza się kilkakrotnie w ciągu dnia. Kolejnym etapem jest cynowanie, polegające na wcieraniu w drewno proszku aluminiowego przy pomocy skórzanego wacika, dzięki czemu drewno nabiera połysku. Do wykonania rysunku wykorzystuje się cienkie pędzle o różnej grubości oraz farby olejne. Gotowy malunek pozostawia się do wyschnięcia, a następnie traktuje lakierem. Ostatnim etapem jest hartowanie w piecu w temperaturze 160 stopni Celsjusza. 